# Patio Bullrich

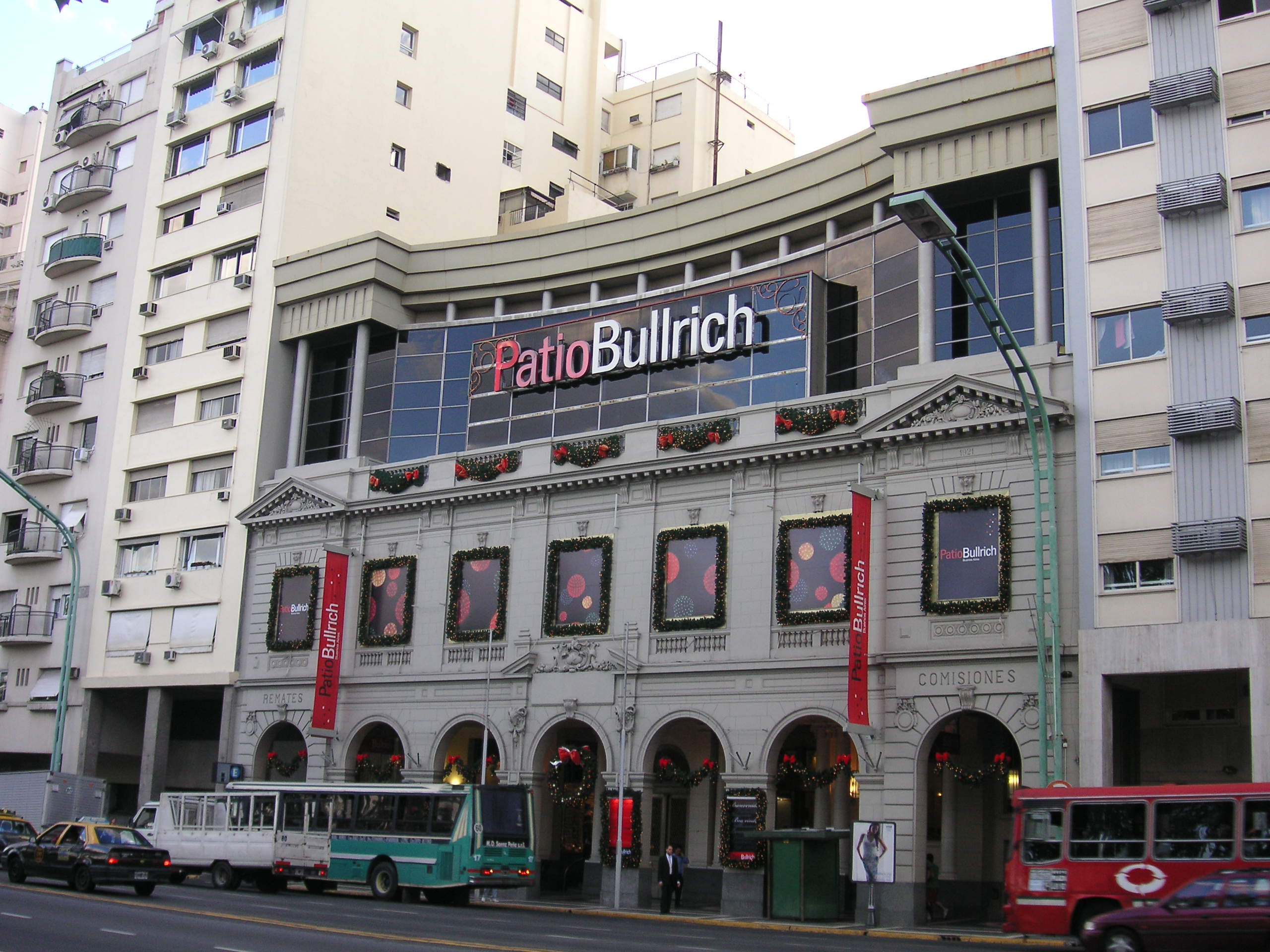
Patio Bullrich

Der Patio Bullrich ist ein Einkaufszentrum in der argentinischen Hauptstadt Buenos Aires. Es liegt im Stadtteil Retiro an der Avenida del Libertador. 

## Überblick
Das Patio Bullrich wurde 1867 von dem englischen Architekten Juan Waldorp ursprünglich als Auktionshaus für Vieh und Konsignationshaus für die Firma Adolfo Bullrich y Cía, geleitet von Adolfo Bullrich, erbaut und wurde über 100 Jahre zu diesem Zweck genutzt. 
Die steigenden Grundstückspreise in dem hochpreisigen Stadtteil Retiro veranlasste die Familie, das Grundstück an der Avenida del Libertador an die Firma Alto Palermo, S.A., einer der führenden Bauunternehmer in den 1980ern, zu verkaufen. Alto Palermo beauftragte das Architektenbüro Pfeifer & Zurdo mit der Umwandlung in ein Einkaufszentrum. Sie entwarfen eine sechsgeschossige Einkaufspassage, für die einige der Original-Details von Waldorp erhalten blieben, u. a. der Uhrenturm, Skulpturen und die neoklassische Fassade.
Eröffnet im August 1988, war das Patio Bullrich das erste einer Reihe von gehobenen Einkaufszentren, die nacheinander alte Favoriten der Stadt ersetzten, wozu auch das Galerías Pacífico gehört. 1995 wurde das Patio Bullrich modernisiert und erweitert. Neben zahlreichen Geschäften gehören jetzt auch vier Kinos zu dem Komplex.